# Sowremennyje sapiski

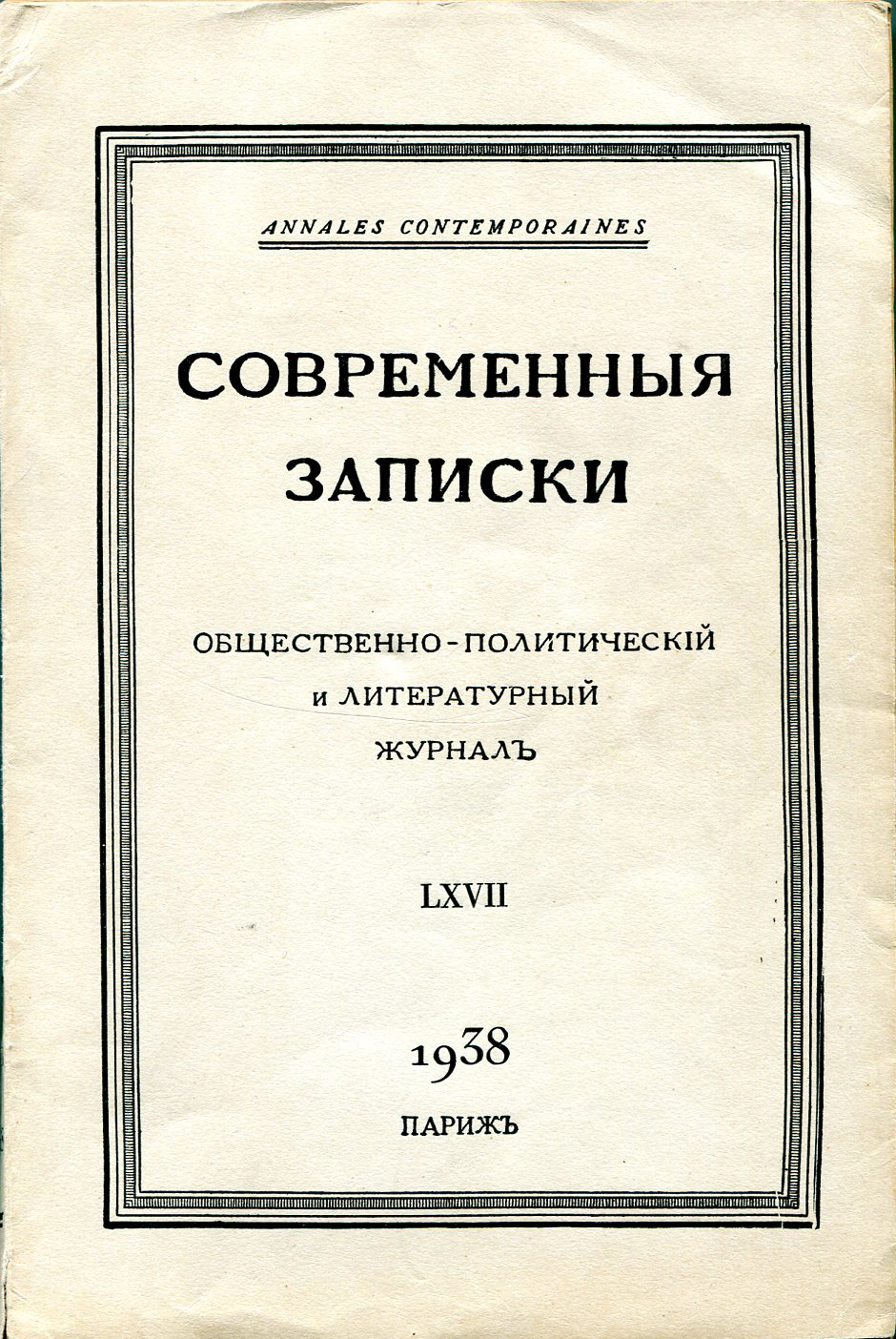
Ausgabe der Zeitschrift Sowremennyje sapiski aus dem Jahr 1938

Sowremennyje sapiski (russisch Современные записки, in vorrevolutionärer Schreibweise Современныя записки – Zeitgenössische Notizen) war ein Journal für Politik und Literatur russischer Emigranten. Vom 30. November 1920 bis zum April 1940 erschienen in Paris siebzig Ausgaben in russischer Sprache.

## Überblick
Während des Russischen Bürgerkrieges riefen Sozialrevolutionäre, also Gegner der Bolschewiki, die Zeitschrift ins Leben. Pro Jahr erschienen bis zu sechs Ausgaben mit einer Auflage von bis zu zweitausend Exemplaren.
Autoren waren Iwan Bunin, Vladimir Nabokov unter dem Pseudonym W. Sirin (u. a. die Romane Lushins Verteidigung, Der Späher, Die Mutprobe), Alexei Tolstoi, Marina Zwetajewa, Andrei Bely, Wjatscheslaw Iwanow, die Humoristin Nadeschda Teffi, Boris Saizew, Iwan Schmeljow, Alexei Remisow, Michail Ossorgin, Gaito Gasdanow, Nina Berberowa, Sinaida Hippius und Mark Aldanow.
Literaturkritiken schrieben Georgi Wiktorowitsch Adamowitsch, Wladislaw Chodassewitsch, Wladimir Weidlé, Konstantin Wassiljewitsch Motschulski, Pjotr Michailowitsch Bizilli, Boris de Schloezer, Dmitri Swjatopolk-Mirski und Alfred Ljudwigowitsch Bem.
Den politischen, philosophischen, historischen, ökonomischen, agronomischen, theologischen und pädagogischen Part bestritten der liberale Jurist Wassili Alexejewitsch Maklakow von der Kadettenpartei, Pawel Miljukow, Alexander Kerenski, Nikolai Berdjajew, Leo Schestow, Sergei Bulgakow, Georgi Petrowitsch Fedotow, Nikolai Losski, Georgi Florowski, Sergei Iossifowitsch Gessen, Pawel Pawlowitsch Muratow, Michael Rostovtzeff, Boris Dawidowitsch Bruzkus und Pjotr Konstantinowitsch Iwanow.
Nach der Besetzung von Paris durch die Wehrmacht wurde die Zeitung eingestellt.